# Джессіка Сула
Джессіка Сула (англ. Jessica Sula; нар. 3 травня 1994, Суонсі, Уельс, Велика Британія) — британська акторка.

## Біографія
Джессіка Б'янка Сула народилася в Суонсі, Уельс. Її мати з Тринідаду і Тобаго має афроіспанське та китайське коріння, батько німецького та естонського походження. Вивчала іспанську та французьку мови, а також акторське мистецтво у Горсейнонському коледжі, розташованого у Свонсі.

## Кар'єра
Дебютувала зі зйомок у п'ятому та шостому сезонах британського телесеріалу «Скінс». Головну роль виконала в американському серіалі «Шлях до одужання».
Зараз задіяна в американському телесеріалі «Забуті Богом».

## Фільмографія

### Фільми
| Рік  | Назва                  | Оригінальна назва | Роль           | Примітки |
| ---- | ---------------------- | ----------------- | -------------- | -------- |
| 2014 |                        | Honeytrap         | Лайла          |          |
| 2016 | «Спліт»                | Split             | Марша          |          |
| 2017 | «Закохані»             | The Lovers        | Ерін           |          |
| 2023 | «Астрал. Ритуал Малум» | Malum             | Джессіка Лорен |          |
| 2026 | «Майкл»                | Michael           | Ла Тоя Джексон |          |

### Серіали
| Рік       | Назва                | Оригінальна назва    | Роль                   | Примітки                                 |
| --------- | -------------------- | -------------------- | ---------------------- | ---------------------------------------- |
| 2011–2012 | «Скінс»              | Skins                | Грейс Вайолет          | 14 епізодів                              |
| 2013      | «Любов і шлюб»       | Love & Marriage      | Скарлетт               | 6 епізодів                               |
| 2015      | «Приємний на вигляд» | Eye Candy            | Морган                 | Епізод: "Episode: "YOLO"                 |
| 2016      | «Шлях до одужання»   | Recovery Road        | Медді Грем             | головна роль                             |
| 2016      | «Люцифер»            | Lucifer              | Емі                    | Епізод: "Everything's Coming Up Lucifer" |
| 2017      | «Забуті Богом»       | Godless              | Луїс Гоббс             | 4 епізоди                                |
| 2019      | «Крик»               | Scream: Resurreccion | Олівія «Лів» Рейнольдс | 6 епізодів (3 сезон)                     |
| 2021      | «Паніка»             | Panic                | Наталі Вільямс         | 10 епізодів                              |